# 伊爾庫特科學生產集團
伊爾庫特科學生產集團（英語：Irkut Corporation）是一家位於俄羅斯伊爾庫茨克的航空工業公司，是俄羅斯聯合航空製造公司的成員。

## 發展沿革

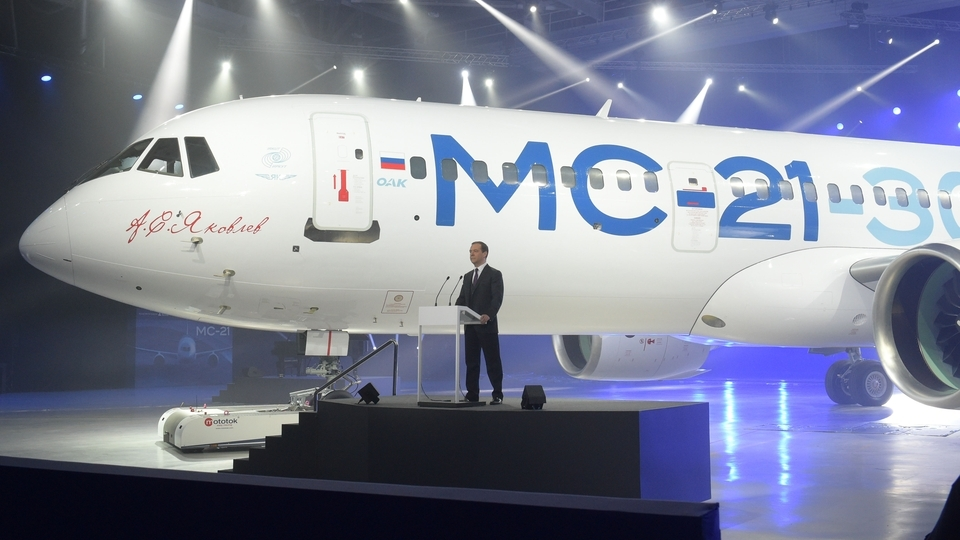
俄羅斯總理梅德韦杰夫在伊爾庫茨克飛機製造廠主持MC-21客機的亮相儀式。

### 創始時期
集團最早可追溯至於1932年在伊爾庫茨克設立的「125號工廠」。該廠其後於1934年被定名為「伊爾庫茨克飛機製造廠」。成立早期主要生產SB系列轟炸機。1941年蘇德戰爭爆發後，為抵抗德軍入侵及反攻德國，該廠大量生產伊爾-2攻擊機及伊爾-4轟炸機。

### 冷戰時期
二次大戰後進入冷戰時期，伊爾庫茨克飛機製造廠為蘇聯空軍，製造多款飛機應付軍備競賽，包括1950年代起生產的伊爾-28轟炸機、安-12及安-24運輸機。1970年代起參與米格-23戰鬥機及米格-27攻擊機的量產。

### 蘇聯解體後
蘇聯解體後，「伊爾庫茨克飛機製造廠」於1992年進行私有化，改組為「伊爾庫特飛機製造聯合體」。俄羅斯軍機外銷市場大受歡迎的Su-27及Su-30系列戰鬥機，雖然都是蘇霍伊設計局設計的產品，但生產卻是由「伊爾庫茨克飛機製造廠（Irkut）」及阿穆爾河畔共青城飛機生產聯合體（KnAAPO）所承擔，伊爾庫茨克飛機製造廠因此能夠在俄羅斯經濟不景氣下保持利潤。
「伊爾庫特飛機製造聯合體」於2002年成立「伊爾庫特科學生產集團」，先後把以設計大型水上飛機而聞名的别里耶夫設計局，及具有大型民航機開發經驗的雅克列夫設計局合併其下，成為一家集軍用及民用飛機，設計、生產、銷售及售後服務的一體化企業。伊爾庫特科學生產集團於2004年，在俄羅斯交易系統（RTS）及莫斯科銀行外匯交易所發行股票上市，股票代號為IRKT。
伊爾庫特集團除了生產俄羅斯設計的飛機外，從2007年起為歐洲空中巴士公司生產飛機組件。

### 聯合飛機製造公司
1991年蘇聯解體後，東歐多國轉投美國為首的西方陣營，俄羅斯政局不穩，經濟低迷，軍方無力採購飛機，導致俄羅斯各家航空工業公司，須要爭奪為數不多的國外訂單，導致激烈競爭。一些未能取得足夠訂單的公司，陷入財務困境。俄羅斯政府有鑑於此，為免不利俄羅斯航空工業的長遠發展，並求追趕與歐美同業日漸拉闊的落差，乃於於2006年2月成立聯合航空製造公司（UAC），把國內多家航空工業公司整合其下，伊爾庫特科學生產集團因而成為聯合航空製造公司旗下的成員企業。

## 業務
伊爾庫特科學生產集團除了繼承「伊爾庫茨克飛機製造廠」原有的飛機製造業務外，也因為卑列耶夫設計局（Beriev）及雅克列夫設計局（Yakovlev）的併入而具備設計大型飛機的能力。伊爾庫特科學生產集團於2000年代，與印度斯坦航空有限公司合作，為印度空軍提供Su-30MKI戰鬥機，並為馬來西亞空軍製造Su-30MKM戰鬥機。伊爾庫特集團除了生產Su-30系列戰鬥機外，還設計製造雅克-130教練機及Be-200飛艇，並於2009年開啟伊爾庫特MC-21雙引擎民航機的研發製造工作。

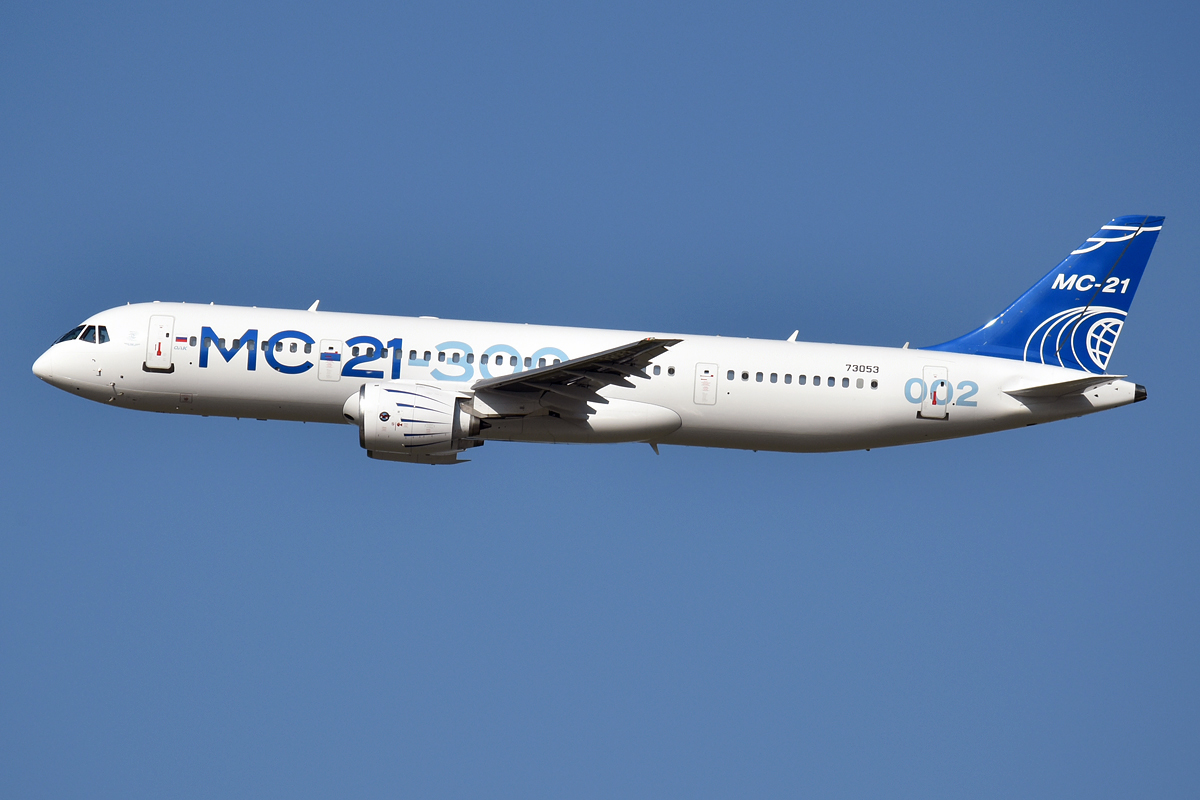
伊爾庫特MC-21

## 外部連結
- Irkut Corporation （页面存档备份，存于） （俄文）